# COLONY 2139
COLONY 2139（コロニー トゥーワンスリーナイン）は東京都渋谷区に本社をおくジェネラル株式会社（ジェネラル、英文社名：THE GENERAL INC. ）がストアプロデュース、店舗運営及び紳士服・婦人服・服飾雑貨、洋雑貨の企画、販売事業を行うモダンライフスタイルストア。
ジェネラル株式会社はパルグループホールディングスの傘下としてパルグループに所属していたが、2019年9月1日付で株式会社パルに吸収合併された。
以降、COLONY 2139は株式会社パルが運営している。

## 概要
COLONY 2139は、サザンカリフォルニア発のアイコニックでオーセンティックなデザインに、コンテンポラリーなテイストを融合した、モダンライフスタイルストア。
ブランド名のCOLONY 2139には日々の生活環境における様々なシーン、その全てが洗練されたスタイルであってほしいというメッセージを込められている。
ジェネラル株式会社は、COLONY 2139の1号店を12月12日、イオンレイクタウンmori（埼玉県越谷市）に出店。面積は660平方メートル。イオンレイクタウンに続き、大阪と関東での出店が既に決まっており、今後米国中心に海外市場を視野に入れ稼働している。
取り扱い商品はアパレルが7割を占め、その他スポーツウェアからシャンプーや洗剤、トラベルグッズ、クッション、ラグなどの生活雑貨、インテリアまでライフスタイルに根付いた幅広い商品展開を行う。
PR＆クリエイティブエージェンシーであるTOWNES社（US）とのパートナーシップにより、全てのプロダクトにクリエイティブデザインを加え、シンプルで美しく使い易いデザインに監修している。

## 関連会社
- PAL Co.,ltd.
- TOWNES